# Welay Hagos Berhe
Welay Hagos Berhe (22 oktober 2001) is een Ethiopisch wielrenner die anno 2023 rijdt bij Team Jayco AlUla.

## Biografie
In 2018 werd hij kampioen van Ethopië tijdrijden bij de junioren.
Het jaar daarop trok hij naar het Centra mondial du cyclisme, het opleidingscentrum van de UCI in Zwitserland. Hij werd opnieuw nationaal kampioen tijdrijden bij de junioren, en werd ook Afrikaans kampioen tijdrijden bij de junioren.
In 2021 sloot hij zich aan bij Nippo-Provence-PTS Conti, wat in 2022 EF Education-Nippo Development werd, de opleidingsploeg van EF Education-Nippo.
In 2023 werd hij beroepsrenner voor Team Jayco AlUla.

## Overwinningen
2018
 Ethiopisch kampioen tijdrijden, junioren
2019
 Afrikaans kampioen tijdrijden, junioren
 Afrikaans kampioen ploegentijdrit, junioren
 Ethiopisch kampioen tijdrijden, junioren
2022
Bergklassement Istrian Spring Trophy

## Resultaten in voornaamste wedstrijden
| Jaar | Ronde van Italië | Ronde van Frankrijk | Ronde van Spanje |
| ---- | ---------------- | ------------------- | ---------------- |
| 2023 |                  |                     | opgave           |
| 2024 |                  |                     | opgave           |

| Jaar | Clásica San Sebastián |
| ---- | --------------------- |
| 2023 | 41e                   |
| 2024 | 68e                   |

## Ploegen
- 2021 –  Team NIPPO-Provence-PTS Conti
- 2022 –  EF Education-NIPPO Development Team
- 2023 –  Team BikeExchange-Jayco
- 2024 –  Team Jayco AlUla
- 2025 –  Team Jayco AlUla

Balmer · Berhe · Colleoni · Craddock · De Marchi · Dunbar · Durbridge · Engelhardt · Grmay · Groenewegen · Hamilton · Harper · Hepburn · Jansen · Juul-Jensen · Maas · Matthews · Mezgec · O'Brien · Peña · Porter · Pöstlberger · Quick · Reinders · Scotson · Sobrero · Stewart · Štybar · Yates · Zana · Jørgensen (stagiair) · McKenzie (stagiair)
Berhe · Craddock · De Marchi · De Pretto · Dunbar · Durbridge · Engelhardt · Ewan · Foldager · Groenewegen · Hamilton · Harper · Hepburn · Jansen · Juul-Jensen · Maas · Matthews · Mezgec · O'Brien · Peña · Plapp · Porter · Quick · Reinders · Schmid · Scotson · Stewart · Walscheid · Yates · Zana